# Wola Starogrodzka
Wola Starogrodzka es un pueblo de Polonia, en Mazovia. Se encuentra en el distrito (Gmina) de Parysów, perteneciente al condado (Powiat) de Garwolin. Se encuentra aproximadamente a 7 km al noroeste de Parysów, 12 km al norte de Garwolin, y a 48 km al sureste de Varsovia. Su población es de 632 habitantes.
Entre 1975 y 1998 perteneció al voivodato de Siedlce.